# Katja Snoeijs
Katja Snoeijs (31 agosto 1996) è una calciatrice olandese, attaccante dell'Everton e della nazionale olandese.
Con le maglie del Telstar e poi della società dove è confluita dopo la sua dissoluzione, il VV Alkmaar, ha vinto nel 2017 e 2018 la classifica de capocannoniere del campionato olandese per due stagioni di seguito.

## Palmarès

### Nazionale
- Algarve Cup: 1

2018 (a pari merito con la Svezia)

### Individuale
- Capocannoniere del campionato olandese: 2

2016-2017 (21 reti), 2017-2018 (25 reti)